# Óscar Boniek García
Óscar Boniek García Ramírez (Tegucigalpa, 1984. szeptember 4. –) hondurasi válogatott labdarúgó, jelenleg a Houston Dynamo játékosa. Posztját tekintve szélső középpályás. A Boniek nevet Zbigniew Boniek lengyel labdarúgó tiszteletére, születésekor kapta.

## Sikerei, díjai
CD Olimpia
- Hondurasi bajnok (8):  2004–05 C, 2005–06 A, 2005–06 C, 2007–08 C, 2008–09 C, 2009–10 C, 2011–12 A, 2011–12 C

Houston Dynamo
- Keleti konferencia győztes (1): 2012

## Külső hivatkozások
- Óscar Boniek García a national-football-teams.com honlapján